# Scrobipalpa
Scrobipalpa is een geslacht van vlinders uit de familie van de tastermotten (Gelechiidae).

## Soorten
- S. abai Povolny, 1977
- S. abstrusa Huemer & Karsholt, 2010
- S. acuminatella

Distelzandvleugeltje Sircom, 1850
- S. acuta (Povolny, 2001)
- S. adaptata (Povolny, 2001)
- S. aganophthalma (Meyrick, 1931)
- S. ahasver Povolny, 1969
- S. albofusca Povolny, 1971
- S. albostriata Povolny, 1977
- S. algeriensis Povolny & Bradley, 1964
- S. alterna (Falkovitsh & Bidzilya, 2006)
- S. amseli Povolny, 1966
- S. anatolica Povolny, 1973
- S. ancillella (Bruand, 1850)
- S. aptatella (Walker, 1864)
- S. arborealis Povolny, 1978
- S. arenbergeri Povolny, 1973
- S. argentea Povolny, 1969
- S. argenteonigra Povolny, 1972
- S. arogantella Povolny, 1967
- S. artemisiella

Tijmzandvleugeltje (Treitschke, 1833)
- S. asiri Povolny, 1980
- S. atriplex (Busck, 1909)
- S. atriplicella

Ganzenvoetzandvleugeltje (Fischer von Roslerstamm, 1841)
- S. audax Povolny, 1966
- S. autonoma Povolny, 1969
- S. avetjanae Emelyanov & Piskunov, 1982
- S. bahai Povolny, 1977
- S. bahrainica Povolny, 1966
- S. bandiamiri Povolny, 1968
- S. bazae Povolny, 1977
- S. bertramella (Lucas, 1939)
- S. bifasciata Povolny, 1971
- S. bigoti Povolny, 1973
- S. biljurshi Povolny, 1980
- S. biskrae Povolny, 1977
- S. blapsigona (Meyrick, 1916)
- S. bradleyi Povolny, 1971
- S. brahmiella (Heyden, 1862)
- S. brandbergensis Bidzilya & Mey, 2011
- S. brandti Povolny, 1972
- S. bryophiloides Povolny, 1966
- S. bulganensis Povolny, 1969
- S. burmanni Povolny, 1971
- S. calaritanella (Amsel, 1952)
- S. caliacrae (Caradja, 1932)
- S. camphorosmella Nel, 1999
- S. caryocoloides Povolny, 1977
- S. clintoni Povolny, 1968
- S. coctans Povolny, 1969
- S. colasta (Meyrick, 1921)
- S. concerna Povolny, 1969
- S. concreta (Meyrick, 1914)
- S. confusa Povolny, 1966
- S. consueta (Braun, 1925)
- S. corleyi Huemer & Karsholt, 2010
- S. corsicanum (Gregor & Povolny, 1954)
- S. costella

Vlekzandvleugeltje (Humphreys & Westwood, 1845)
- S. costimacula Janse, 1960
- S. cretigena (Meyrick, 1914)
- S. cryptica Povolny, 1969
- S. cultrata Povolny, 1971
- S. chersophila (Meyrick, 1909)
- S. chetitica Povolny, 1974
- S. chinensis Povolny, 1969
- S. chrysanthemella (E. Hofmann, 1867)
- S. dagmaris Povolny, 1987
- S. dalibori Lvovsky & Piskunov, 1989
- S. deleta Povolny, 1981
- S. deluccae Povolny, 1966
- S. deutschi Huemer & Karsholt, 2010
- S. disjectella (Staudinger, 1859)
- S. dispensata (Meyrick, 1921)
- S. diversa (Janse, 1950)
- S. divisella (Rebel, 1936)
- S. dorsoflava (Povolny, 2002)
- S. dorsolutea Huemer & Karsholt, 2010
- S. ebertiana Povolny, 1967
- S. ephysteroides Povolny, 1967
- S. eremica Povolny, 1967
- S. ergasima (Meyrick, 1916)
- S. erichi Povolny, 1964
- S. eschatopis Meyrick, 1904
- S. extensa Povolny, 1969
- S. felixi Povolny, 1978
- S. feralella (Zeller, 1872)
- S. filia Povolny, 1969
- S. forsteri Povolny, 1971
- S. fraterna Povolny, 1969
- S. frugifera Povolny, 1969
- S. gallicella (Constant, 1885)
- S. gallincolella Mann, 1872
- S. gecko Walsingham, 1911
- S. gecho (Walsingham, 1911)
- S. geomicta (Meyrick, 1918)
- S. gobica Povolny, 1969
- S. gozmanyi Povolny, 1969
- S. gregori Povolny, 1967
- S. grisea Povolny, 1969
- S. griseofusella Toll, 1948
- S. grossa Povolny, 1966
- S. guttata Povolny, 1969
- S. halimioniella Huemer & Karsholt, 2010
- S. halonella (Herrich-Schäffer, 1854)
- S. halophila Povolny, 1973
- S. halymella (Millière, 1864)
- S. halymiphaga Amsel, 1952
- S. hannemanni Povolny, 1966
- S. hartigi Povolny, 1977
- S. heimi Huemer & Karsholt, 2010
- S. heliopa Lower, 1900
- S. helmuti Povolny, 1977
- S. hendrikseni Huemer & Karsholt, 2010
- S. heratella Povolny, 1967
- S. heretica Povolny, 1973
- S. hungariae (Staudinger, 1871)
- S. hyoscyamella (Stainton, 1869)
- S. hypothetica Povolny, 1973
- S. hyssopi Nel, 2003
- S. ignotum Gregor & Povolny, 1954
- S. incola (Meyrick, 1912)
- S. indignella (Staudinger, 1879)
- S. inferna Povolny, 1973
- S. instabilella

Variabel zandvleugeltje (Douglas, 1846)
- S. intricata Povolny, 1969
- S. japonica Povolny, 1977
- S. jariorum Huemer & Karsholt, 2010
- S. karadaghi (Povolny, 2001)
- S. karischi Povolny, 1992
- S. kasyi Povolny, 1968
- S. kasyvartianella Povolny, 1967
- S. kaszabi Povolny, 1969
- S. keredjensis Povolny, 1968
- S. kizilkumica Piskunov, 1990
- S. klimeschi Povolny, 1967
- S. kumatai Povolny, 1977
- S. kurukoi Povolny, 1977
- S. lagodes (Meyrick, 1926)
- S. lagunella Chrétien, 1910
- S. laisinca Povolny, 1976
- S. leroyella Lucas, 1950
- S. leucocephala Lower, 1893
- S. libanonica Povolny, 1966
- S. linella Piskunov, 1975
- S. lutea Povolny, 1977
- S. macromaculata Braun, 1925
- S. magnificella Povolny, 1967
- S. mahunkai Povolny, 1979
- S. manchurica Matsumura, 1931
- S. manhunkai Povolny, 1979

- S. maniaca Povolny, 1969
- S. marina Meyrick, 1904
- S. marmorella Povolny, 1969
- S. melanella Heinemann, 1870
- S. meridioafricana Bidzilya & Mey, 2011
- S. meteorica Povolny, 1984
- S. meyricki Povolny, 1971
- S. milleri Povolny, 1977
- S. minimella Povolny, 1968
- S. mixta Huemer & Karsholt, 2010
- S. moghrebanella Lucas, 1937
- S. mongolica Povolny, 1969
- S. mongoloides Povolny, 1969
- S. monochromella (Constant, 1895)
- S. montafghana Povolny, 1968
- S. montanella (Chretien, 1910)
- S. monumentella Chambers, 1877
- S. murinella (Duponchel, 1843)
- S. nana Povolny, 2002
- S. nigrosparsea Povolny, 1969
- S. nitentella

Kwelderzandvleugeltje (Fuchs, 1902)
- S. niveifacies Povolny, 1977
- S. nomias (Meyrick, 1921)
- S. nonyma Turner, 1919
- S. notata (Povolny, 2001)
- S. obscurus Povolny, 1985
- S. obsoletella

Meldezandvleugeltje (Fischer von Roslerstamm, 1841)
- S. obtemperata Meyrick, 1925
- S. occulta (Povolny, 2002)
- S. ocellatella

Bietzandvleugeltje (Boyd, 1858)
- S. ocyphanes (Meyrick, 1937)
- S. ochraceella Chrétien, 1915
- S. ochromaculata Lucas, 1950
- S. oleksiyella Huemer & Karsholt, 2010
- S. omachella Oberthür, 1888
- S. optima Povolny, 1969
- S. orientalis Povolny, 1968
- S. otregata Povolny, 1972
- S. pallidella Heinemann, 1870
- S. panjaensis Povolny, 1968
- S. parvipulex Walsingham, 1911
- S. pauperella (Heinemann, 1870)
- S. pendens (Meyrick, 1918)
- S. perdita Lower, 1899
- S. perinii (Klimesch, 1951)
- S. perinoides Povolny, 1967
- S. peterseni (Povolny, 1965)
- S. petrinodes Meyrick, 1904
- S. phagnalella (Constant, 1895)
- S. phalacrodes (Meyrick, 1913)
- S. phelotris (Meyrick, 1909)
- S. picta Povolny, 1969
- S. planodes Meyrick, 1918
- S. plesiopicta Povolny, 1969
- S. porcella Heinemann, 1870
- S. portosanctana (Stainton, 1859)
- S. postulatella Huemer & Karsholt, 2010
- S. povolnyi Emelyanov & Piskunov, 1982
- S. proclivella

Grijs zandvleugeltje (Fuchs, 1886)
- S. pseudobsoletellum Povolny & Gregor, 1955
- S. pseudolutea Piskunov, 1990
- S. pulchra Povolny, 1967
- S. punctata Povolny, 1996
- S. puplesisi Piskunov, 1990
- S. pustovarovi Piskunov, 1990
- S. pyrrhanthes Meyrick, 1904
- S. rebeli (Preissecker, 1914)
- S. rebeliella Hauder, 1917
- S. reiprichi Povolny, 1984
- S. remanella Povolny, 1966
- S. remota Povolny, 1972
- S. rezniki Piskunov, 1990
- S. richteri Povolny, 1968
- S. rjabovi Piskunov, 1990
- S. roseella Zetterstedt, 1840
- S. salicorniae (E. Hering, 1889)
- S. salinella

Zeekraalzandvleugeltje (Zeller, 1847)
- S. salsolella Amsel, 1933
- S. samadensis

Schorzandvleugeltje (Pfaffenzeller, 1870)
- S. sattleri Lvovsky & Piskunov, 1989
- S. scrobipalpulina Povolny, 1967
- S. scutellariaeella Chambers, 1873
- S. selectella (Caradja, 1920)
- S. semnani Povolny, 1967
- S. sibila (Meyrick, 1921)
- S. sindibad Povolny, 1981
- S. sinevi Piskunov, 1990
- S. skulei Huemer & Karsholt, 2010
- S. smithi Povolny & Bradley, 1964
- S. soffneri Povolny, 1964
- S. solitaria Povolny, 1969
- S. spergulariella (Chretien, 1910)
- S. splendens Povolny, 1973
- S. spumata (Povolny, 2002)
- S. stabilis Povolny, 1977
- S. stangei (E. Hering, 1889)
- S. suaedella (Richardson, 1893)
- S. suaedicola (Mabille, 1906)
- S. suaedivorella (Chretien, 1915)
- S. suasella (Constant, 1895)
- S. submagnificella Povolny, 1977
- S. subnitens Povolny, 1969
- S. subroseata (Meyrick, 1932)
- S. substricta Povolny, 1967
- S. superstes Povolny, 1977
- S. swakopi Bidzilya & Mey, 2011
- S. synurella Povolny, 1977
- S. thymelaeae (Amsel, 1939)
- S. tineiformis Povolny, 1967
- S. tokari Huemer & Karsholt, 2010
- S. traganella (Chretien, 1915)
- S. trebujenae Povolny, 1977
- S. triloba Janse, 1960
- S. trinella Fuchs, 1903
- S. tristrigata Meyrick, 1938
- S. trochilella Heinemann, 1870
- S. trychnophylla Janse, 1960
- S. turkmenica Piskunov, 1990
- S. ultima Povolny, 1969
- S. usingeri Povolny, 1969
- S. ustulatella (Staudinger, 1871)
- S. vaccans Povolny, 1969
- S. vartianorum Povolny, 1968
- S. vasconiella (Rossler, 1877)
- S. vicaria (Meyrick, 1921)
- S. vladimiri Povolny, 1966
- S. voltinella (Chretien, 1898)
- S. voltinelloides Povolny, 1967
- S. walsinghami Povolny, 1971
- S. wiltshirei Povolny, 1966
- S. xerophylla Meyrick, 1904
- S. xylochroa Janse, 1963
- S. zagulajevi Lvovsky & Piskunov, 1989
- S. zaitzevi Piskunov, 1990
- S. zernyella Rebel, 1918
- S. zimmermanni Zimmerman, 1926
- S. zizera Povolny, 1969
- S. zouhari Povolny, 1984